# Baltrum
Baltrum egy német község és sziget az Északi-tengerben, a szigetsor közepén fekvő szárazulat a legkisebb lakott földdarab a Keleti-fríz szigetek között.

## Földrajza
Baltrum Németországban fekszik, 10 kilométernyire fekszik Alsó-Szászország északi-tengeri partvidékétől. A sziget a Keleti-fríz szigetek egyik tagja. Baltrum a földtörténet legfiatalabb szárazulatai közé tartozik, kialakulása a jégkorszak lezárultával és az Északi-tenger létrejöttével vette kezdetét. A Fríz-szigetek környékén igen erős a tengerjárás, a Baltrum körül fekvő wattokat naponta kétszer önti el a tengervíz. A sziget turzásként emelkedett ki a tengerből és a napjainkig a tenger által mozgatott homok építi partjait. A felhalmozódott homokot a szelek több helyen dűnékbe tornyozták, így jött létre a sziget legmagasabb pontja, az Aussichtsdüne (a „Kilátó-dűne”) is. Baltrum szigete folyamatosan kelet felé vándorol. Ám a partok vándorlása egyenlőtlen, a nyugati part fogyásának üteme majdnem háromszorosa a keleti part növekedési ütemének. Baltrum falu egykor a sziget közepén volt, ma a nyugati oldalán helyezkedik el, nyugati partjait a 20. század közepe óta betonlétesítményekkel védik.
A szigeten két település található. A Westdorf (német kb. nyugati falu) a sziget északnyugati partján, míg az Ostdorf (német kb. keleti falu) a terület központjában fekszik. A településeken nincsenek elnevezett utcák. A házakat, amelyekből jelenleg 300 körüli található a szigeten, építésük sorrendjében számozzák.

### Természeti értékei
A sziget egésze az Alsó-Szász Watt-tenger Nemzeti Park része. Területén az Északi-tenger partvidékét jellemző valamennyi természeti zóna megtalálható. Baltrum északi partját strandok foglalják el. A sziget északnyugati részén a megkötött és félig megkötött dűnék foglalják el, míg a keleti, folyamatosan terjeszkedő partjain fehér homokos szabadon mozgó dűnék találhatóak. Baltrum déli partja átmenetet képez a szárazföld és az árapálysíkság között. A sós víz által járt tengeri mezők fokozottan védettek, területén ritka csigaforgatók, réti pityerek és csérfélék fészkelnek.

## Népessége
| Lakosok száma | 610  | 591  | 617  | 652  | 598  | 599  | 573  |
|               | 2015 | 2016 | 2017 | 2019 | 2021 | 2022 | 2023 |

## Története
A sziget létezéséről Sztrabón és idősebb Plinius tudósított először az 1. században. 1350-től 1463-ig a Tom Brook család fennhatósága alá tartozott, ekkor említették először a szigetet. A 17. században még hosszú, elnyúlt alakja volt. A század végétől kezdve a sziget nyugati végétől egyre több földet rabolt el a tenger, 1650 és 1960 között a sziget nyugati partja 5 kilométert hátrált keleti irányba. 1800 körül a sziget középső részén épült templomot és falut fel kellett adni a szárazföld rohamos pusztulása miatt. Ettől 800 méterre keletre épült új település, a régi Westdorf. Ám a tenger 1825-ben egy vihardagály a szigetet több részre szakította, a régi Westdorfot is fel kellett adni. A települést lakói elhagyták és a mai Westdorfba költöztek. 1870-től kezdve óvják Baltrum partjait a partvédő létesítmények. Kőszórásokkal, palánkokkal és vesszőfonatokkal igyekeztek a homokot megfogni, a sziget teljen elöntését pedig gátakkal akadályozták meg.

### Nevének eredete
A Baltrum név eredete nem tisztázott egyértelműen. Először 1398-ban tűnt föl Balteringe formában, amely az ófríz nyelvben füves földet jelent. Egy másik elképzelés szerint Baltrum neve a germán mitológiában a tisztaság és a fény istenségének szerepét betöltő Balder névből származik. A mai népnyelv humorosan a bald 'rum kifejezésre (német majdnem kerek) vezeti vissza a nevet, amely arra utal, hogy a kis szigetet rövid idő alatt gyalogosan is körbe lehet járni.

## Gazdasága

### Idegenforgalom
Baltrum idegenforgalma csak nagyon lassan fejlődött ki. A sziget 1876-ban kapta meg a tengeri fürdőhely címet, 1892-ben megnyílt az első szálloda. A második világháborút megelőzően nyaranta 5-6000 ember pihent a szigeten. Az 1950-es évek gazdasági csodája alatt vált az idegenforgalom a Baltrum fő jövedelemforrásává. A '60-as években 17 000 fő, egy évtizeddel később évi 30 000 fő nyaralt Baltrumon. A fellendülést segítette, hogy 1966-ban gyógyfürdői rangot kapott. Bár a szigeten csak viszonylag későn fejlődött ki az idegenforgalom, így viszont a lakosság jobban felkészülhetett az vendégáradatra. Ennek köszönhetően a Baltrum élővilága és természeti állapota jobb a környező szigetekénél.

### Közlekedés

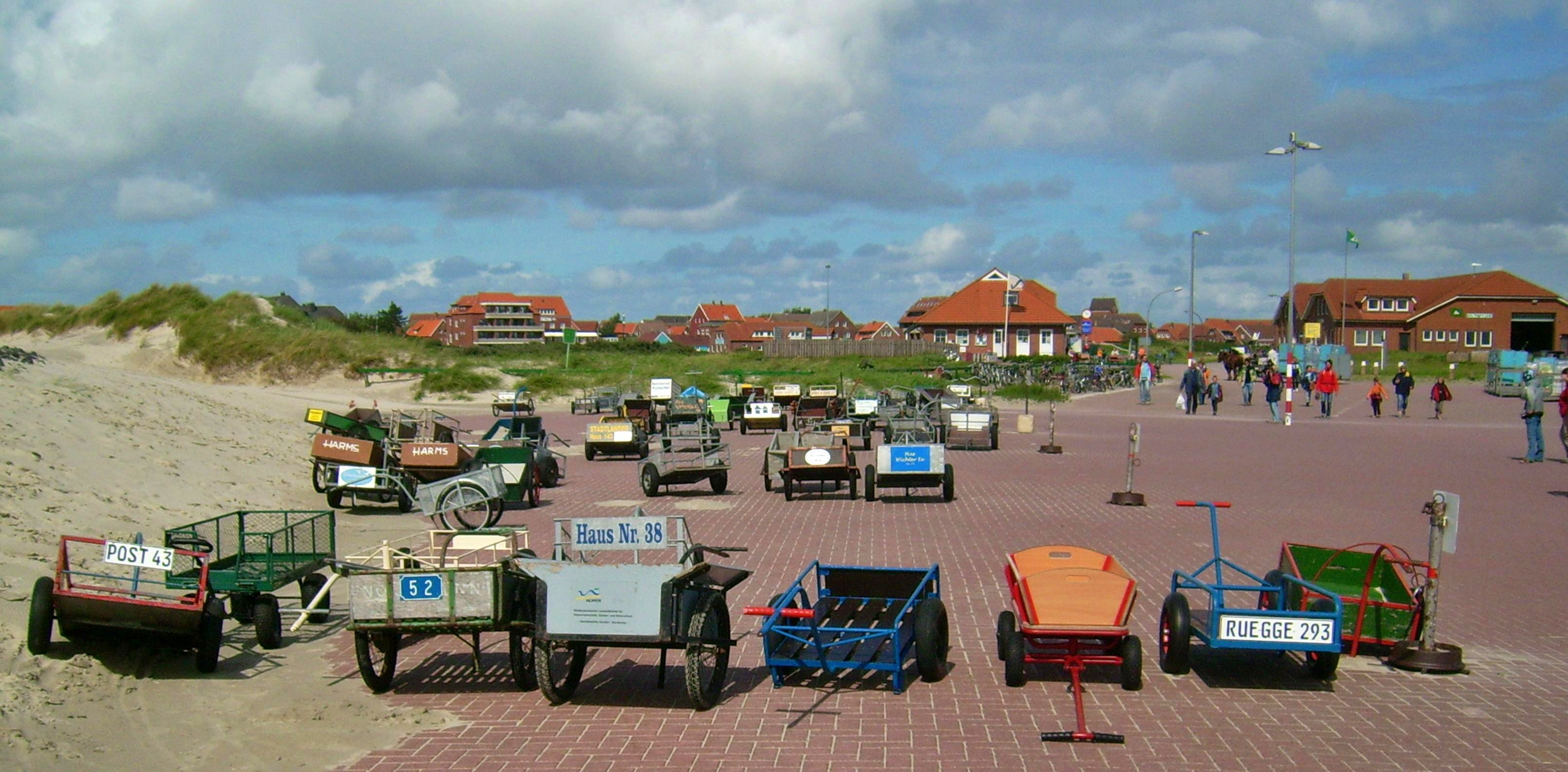
A strand parkolója is autómentes

Baltrum autómentes terület, tilos motoros járművek üzemeltetése. A szigeten csak gyalog, kerékpárral és lóval lehet közlekedni. A tilalom alól csak a tűzoltók, a mentők és az árvízvédelem járművei kaptak felmentést. Az üzletekbe és az éttermekbe a kikötőből lovasszekereken viszik az árut, a szigetre még kerékpárt sem szabad bevinni. A turisták csomagjaikat a vendéglátóik által rendelkezésre bocsátott kézikocsikkal szállíthatják.
A sziget külvilággal való kapcsolatát a délnyugati parton kiépített kikötő jelenti. Naponta négyszer közlekedik hajó Baltrum és a szárazföld között. Baltrumra repülőgéppel is el lehet jutni, a déli part mentén található a kisgépek leszállására alkalmas füves reptér. A szigetre való eljutás legromantikusabb módja a gyalogos túra. Apály idején a közeli Neßmersielról az wattokon átvágva száraz lábbal is elérhető a sziget.

## Fordítás
- Ez a szócikk részben vagy egészben  a   Baltrum című német Wikipédia-szócikk ezen változatának fordításán alapul.  Az eredeti cikk szerkesztőit annak laptörténete sorolja fel. Ez a jelzés csupán a megfogalmazás eredetét és a szerzői jogokat jelzi, nem szolgál a cikkben szereplő információk forrásmegjelöléseként.

## Külső hivatkozások
- Baltrum település honlapja
- Baltrum idegenforgalmi honlapja